# Fustium
Fustium o animadversio fustium era un tipus de càstig corporal infligit als homes lliures de les classes baixes. Es va introduir durant l'Imperi i no consta pas la seva existència durant la república.
Aquest càstig era menys sever que la flagel·lació que s'aplicava als esclaus.